# Rugsund
Rugsund is een plaats in  Noorwegen. De plaats maakt deel uit van de gemeente Bremanger in de provincie Vestland. Tot 1965 lag het dorp in de gemeente Davik. Het dorp ligt grotendeels op het eiland Rugsundøy dat in het Nordfjord ligt. 
De dorpskerk staat op het vasteland en dateert uit 1838.